# Hans Bloesch
Hans Bloesch, auch Hans Blösch, Pseudonym Johann Jakob Murrner, (* 26. Dezember 1878 in Bern; † 28. April 1945 ebenda) war ein Schweizer Journalist, Bibliothekar und Reiseschriftsteller.

## Leben
Hans Bloesch, Sohn des evangelischen Theologen und Bibliothekars Emil Blösch, studierte Germanistik, Philosophie und Geschichte an der Universität Bern und wurde dort 1902 promoviert. Er arbeitete von 1906 bis 1908 in Rom als Korrespondent der Frankfurter Zeitung und des Berner Bundes. Danach war er Redaktor unter anderem für Die Alpen: Monatsschrift für schweizerische und allgemeine Kultur (von 1911 bis 1913), Die schweizerische Baukunst (von 1913 bis 1914) und für Das Werk (von 1915 bis 1919). Ab 1919 war er Bibliothekar, ab 1927 Oberbibliothekar der Stadt- und Hochschulbibliothek Bern.
Bloesch gab zusammen mit Rudolf Hunziker von 1911 bis 1944 das Gesamtwerk von Jeremias Gotthelf sowie unter anderem die Tschachtlans Berner Chronik und den Spiezer Schilling heraus. 1928 wurde er Präsident des Vereins zur Verbreitung guter Schriften und gründete 1939 mit anderen zusammen die Berner Zeitschrift für Geschichte und Heimatkunde.
Ein Jugendfreund von Bloesch war der Maler Paul Klee.
Bloesch heiratete 1909 die Violinistin und Komponistin Adele Stöcker. Sein Sohn war der Klassische Archäologe Hansjörg Bloesch (1912–1992).

## Veröffentlichungen
Neben wissenschaftlichen Schriften zur Buch- und Bibliothekskunde veröffentlichte Bloesch Reisenovellen:
- Mein Rom (1908),
- Römisches Fieber (1918),
- Hellas (1926),
- Fahrten (1947).

Er veröffentlichte auch historische Erzählungen:
- Am Kachelofen (1914),
- Kulturgeschichtliche Miniaturen aus dem alten Bern (1923).